# ثنائي كرومات الأمونيوم
ثنائي كرومات الأمونيوم مركب كيميائي له الصيغة المجملة Cr2H8N2O7، والصيغة المفصلة له NH4)2Cr2O7). بلوراته برتقالية اللون وعديمة الرائحة.

## الخواص
- ينحل بشكل جيد في الماء والميثانول، وبشكل أقل في الإيثانول.
- يتفكك ثنائي كرومات الأمونيوم حرارياً بالتسخين إلى 180°س وذلك مع نشوب النيران وتشكل دخان كثيف.

يعود ذلك إلى تحرر الأمونياك، والذي بدوره يتفاعل مع أكسيد الكروم السداسي الذي يقوم بأكسدته إلى النيتروجين، وذلك حسب التفاعلات
(NH4)2Cr2O7 → 2NH3 + 2CrO3 + H2O
2CrO3 + 2NH3 → N2 + 3H2O + Cr2O3

## التحضير
يحضر ثنائي كرومات الأمونيوم من تفاعل ثنائي كرومات الصوديوم مع كمية مضاعفة من كلوريد الأمونيوم، حيث تضاف المحاليل المركزة إلى بعضها البعض ثم تسخين المحلول الناتج إلى الغليان.
تتم عملية تصفية (فلترة) على الساخن وذلك لـكلوريد الصوديوم المترسب.
بإجراء تبريد للمحلول تترسب بلورات ثنائي كرومات الأمونيوم.
أي أنه يحدث تفاعل أكسدة-إرجاع بين جزيئية (intermolecular redox-reaction).
يرمز لهذا التفاعل بـتفاعل البركان

## السلامة
مركب ثنائي كرومات الأمونيوم ضار بالصحة. كما أنه حساس للصدمات حيث ينتمي للمتفجرات.
يمكن أن تحدث تفاعلات عنيفة مع المحلات العضوية.